# Toshio Iwatani
Toshio Iwatani, född 24 oktober 1925 i Hyōgo prefektur, Japan, död 1 mars 1970, var en japansk fotbollsspelare.